# 永祥大廈
永祥大廈（英語：Wing Cheung Mansion）位於香港灣仔摩理臣山道78號，與灣仔祥德里交界。北近天樂里，南近皇后大道東端，西近愛群道，東見灣仔堅拿道行車天橋。
永祥大廈在1963年10月入伙，共12層高，每層4伙，總共42個單位。

## 歷史
永祥大廈原來由已故粵劇名伶鄧永祥（藝名新馬師曾）投資建築及持有。鄧永祥在1997年去世，遺下3項貴重物業遺產，包括此大廈、位於筲箕灣中心的楚留香酒樓舖位、及位於西貢面積4萬平方呎的地皮。
1997年，鄧永祥之妻子洪金梅（坊間通稱「祥嫂」）率先將永祥大廈的10%物業權益，捐贈予東華三院。2003年8月，鄧之其他後人，將永祥大廈餘下業權悉數轉讓予東華三院，作價9,540萬港元，永祥大廈的業權爭奪亦告一段落。

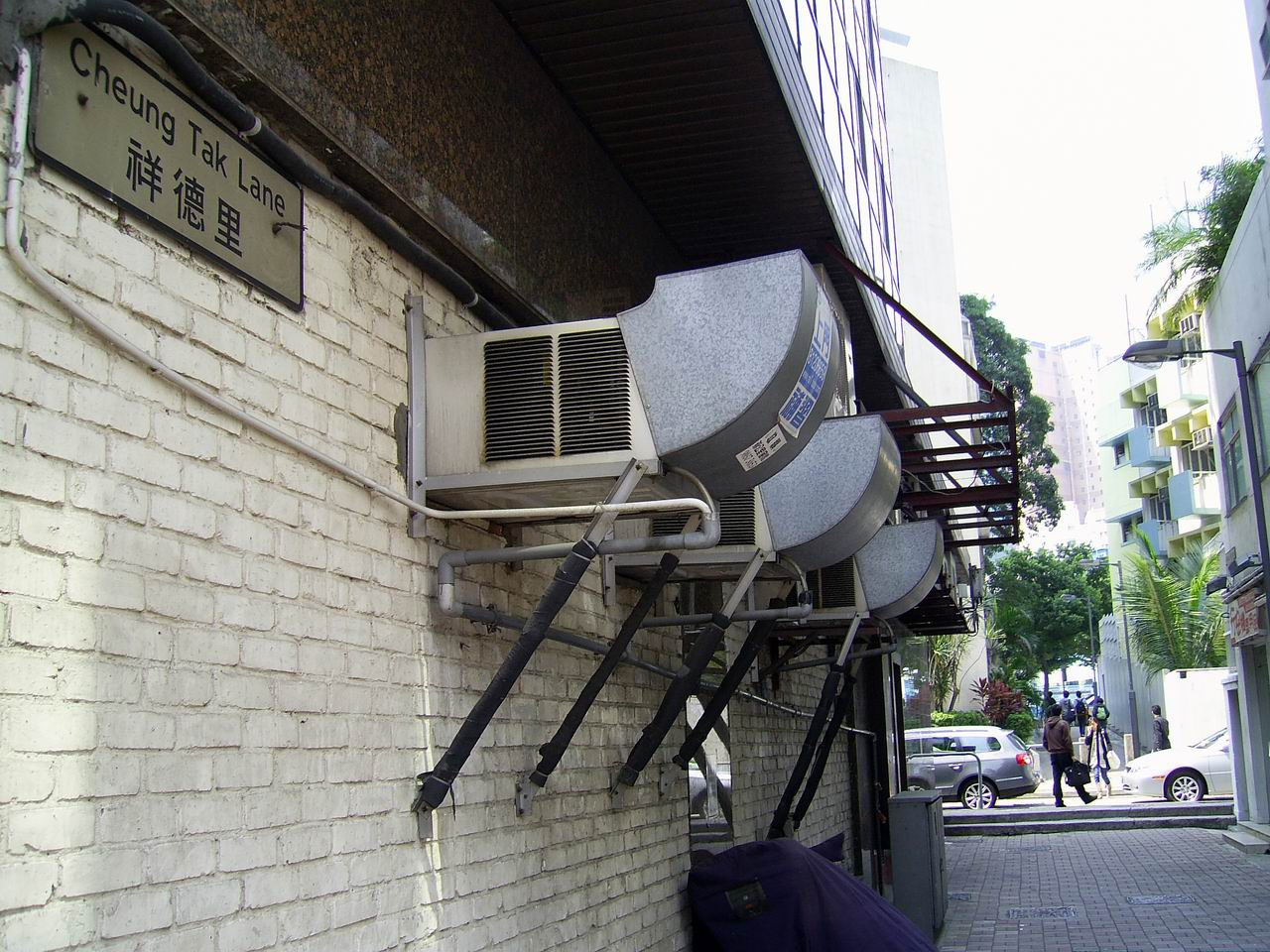
祥德里
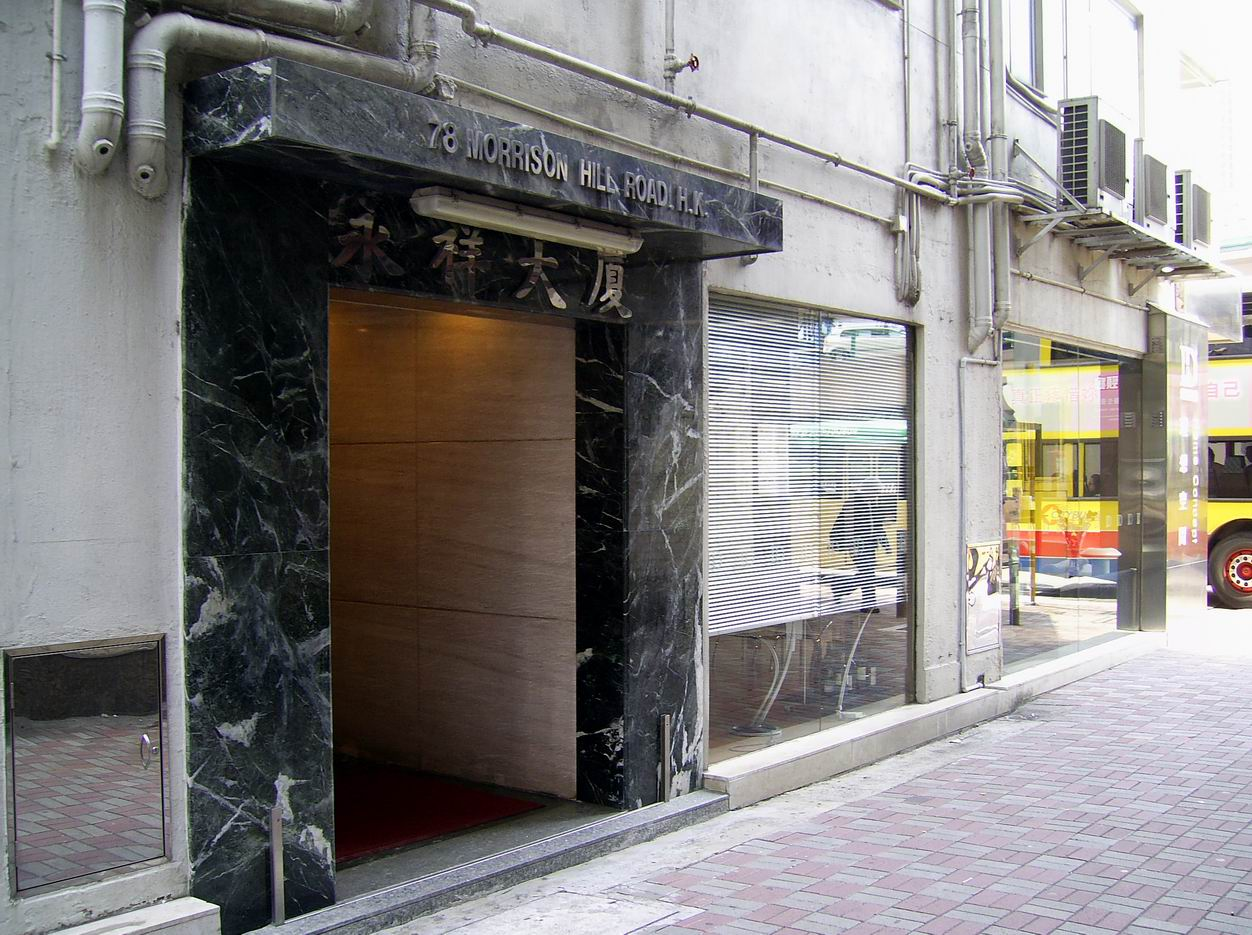
大廈入口在祥德里內

## 其他同名大廈
- 永祥大廈 (西營盤)（Wing Cheung Building），在香港島西營盤西邊街與第三街交界。 （页面存档备份，存于）
- 永祥大廈 (大埔)（Wing Cheung Building），在新界大埔墟富善街6-14號。 （页面存档备份，存于）

## 外部参考
- 跑馬地永祥大廈地圖 （页面存档备份，存于）
- http://www.tungwah.org.hk/?structure=&content=191&id=76 （页面存档备份，存于）